# Vlag van Karinthië
Karinthië is een deelstaat van Oostenrijk. De vlag van Karinthië is een horizontale driekleur in de kleuren van boven naar beneden geel, rood en wit. De Landesdienstflagge is dezelfde vlag, maar dan met het wapen van de deelstaat in het midden. De vlag is op 18 juni 1946 officieel ingesteld.
|  |  |